# Gavin Spokes
Gavin Spokes är en brittisk skådespelare.
Spokes har bland annat medverkat i filmerna Magic Mike's Last Dance, Napoleon och House of the Dragon.

## Filmografi (i urval)
- 2019 – Brexit: The Uncivil War
- 2022 – House of the Dragon
- 2023 – Magic Mike's Last Dance
- 2023 – Napoleon